# Волинець Степан Олександрович
Степан Волинець (нар. 22 січня 1895, Львів — пом. 10 квітня 1969, Вінніпег) — галицький політичний і громадський діяч, журналіст. У 1928—1930 роках — посол до польського сойму від «Сельробу». Діяч Фронту Національної Єдности, редактор його органу «Батьківщина» й газети «Українські Вісті», співпрацівник «Перемоги».
Під час війни керував Інститутом народної освіти при УЦК, член Військової Управи дивізії «Галичина». На еміграції редактор газети «Українське Слово» в Бльомберґу. З 1949 року мешкав у Канаді.

## Життєпис
Народився 22 січня 1895 у родині судового урядника у Львові. До гімназії ходив у Бережанах, а іспит зрілости склав у 1914 році у філії української Академічної гімназії у Львові. У серпні 1914 р. вступив як доброволець до Леґіону Українських Січових Стрільців, у рядах якого відбув усю воєнну кампанію в Карпатах, а згодом був членом Стрілецького Театру. У рядах Галицької Армії був учасником визвольної боротьби, а у 1920 р. закінчив Школу Червоних Старшин у Києві. Вернувши в 1922 р. до Львова, студіював філософію на таємному українському університеті, а свої студії закінчив на університеті у Відні. У часі українізації став активним членом селянсько-робітничої партії, з рамени якої був вибраний у 1928 р. з Волині послом до варшавського сойму.
У часі сталінського терору в Україні покидає згадану ліву соціалістичну партію і вступає до націоналістичної організації, «Фронту Національної Єдности», провідником якої був колишній старшина УСС Дмитро Паліїв. У цій організації був співредактором щоденника «Українські Вісті», тижневика «Батьківщина» і щомісячника «Перемога». За цю свою політичну і громадську діяльність був кілька разів арештований поляками, а в 1939 році сидів у тюрмі в Станиславові до часу розвалу Польщі.
Під час більшовицької окупації виїхав на Засяння, де був секретарем Українського Допомогового Комітету в містечку Криниця на Лемківщині, а пізніше, за німецької окупації заступником керманича відділу культурної праці, а згодом став керівником Народної Освіти у Львові. Під час творення в 1943 році української бойової одиниці «Дивізія Галичина» був призначений до Військової Управи цієї Дивізії як референт пропаґанди.
Після війни — в Західній Німеччині, в Ганновері, був головою Комітету для справ культури й освіти та учителем у таборовій гімназії. В англійській окупаційній зоні Німеччини був головним редактором тижневика «Українське Слово», яке виходило в Бльомберґу.
У серпні 1949 р. виїхав з родиною до Канади, замешкав у Вінніпегу, де початково працював фізично у фабриці заліза, а в 1957 р. став до праці як співредактор тижневика «Український Голос» у Вінніпеґу.
Писав статті, а одною із відомих його праць є книга: «Передвісники й творці Листопада». Був він також співавтором і редактором співавтором «Історії Української Галицької Армії», том 2-ий, до якого написав свої спомини п. з. «Галичина в школі червоних старшин у Києві 1920 року».